# Maceió Open 1992
Il 'Maceió Open 1992 è stato un torneo di tennis giocato sulla terra rossa. È stata la 1ª edizione dell'Maceió Open, che fa parte della categoria World Series nell'ambito dell'ATP Tour 1992. Il torneo si è giocato a Maceió in Brasile, dal 3 al 10 febbraio 1992.

## Campioni

### Singolare
Tomás Carbonell ha battuto in finale  Christian Miniussi con il punteggio di 7–6(12), 5–7, 6–2

### Doppio
Gabriel Markus /  John Sobel hanno battuto in finale  Ricardo Acioly /  Mauro Menezes con il punteggio di 6–4, 1–6, 7–5.